# Trachycephalus jordani
Trachycephalus jordani és una espècie de granota que es troba a Colòmbia, Equador i el Perú.
Està amenaçada d'extinció per la pèrdua del seu hàbitat natural.